# Kleinothraupis parodii
El hemispingo de Parodi (Kleinothraupis parodii), o frutero de Parodi es una especie de ave paseriforme de la familia Thraupidae perteneciente al género Kleinothraupis, antes situada en Hemispingus. Es endémica de los Andes peruanos.

## Distribución y hábitat
Se distribuye en los faldeos orientales de los Andes, en las cordilleras de Vilcabamba y Vilcanota en Cuzco, sur de Perú.
Esta especie es considerada poco común en su hábitat natural: el sotobosque de bosques montanos húmedos de altitud, justo abajo de la línea máxima de árboles, principalmente entre los 2750 y los 3500 m.

## Estado de conservación
El hemispingo de Parodi ha sido calificado como casi amenazado por la Unión Internacional para la Conservación de la Naturaleza (IUCN) debido a que, con base en un modelo de deforestación de la cuenca amazónica, se sospecha que su población irá a declinar a una tasa entre 25-29% a lo largo de tres generaciones.

## Sistemática

### Descripción original
La especie K. parodii fue descrita por primera vez por los ornitólogos estadounidenses John S. Weske y John Whittle Terborgh en 1974 bajo el nombre científico Hemispingus parodii; la localidad tipo es: «Río Mapitunari, 3480 m, Cordillera Vilcabamba, Cuzco, Perú».

### Etimología
El nombre genérico masculino «Kleinothraupis» conmemora a la ornitóloga Nedra K. Klein (1951–2001), seguido de la palabra griega «θραυπίς thraupis»: pequeño pájaro desconocido mencionado por Aristóteles, tal vez algún tipo de pinzón. En ornitología thraupis significa tangara; y el nombre de la especie «parodii», conmemora al político y terrateniente peruano José Parodi Vargas (fl. 1970).

### Taxonomía
Las presente especie, junto a Kleinothraupis atropileus, K. reyi y K. calophrys estaban incluidas en un amplio género Hemispingus, hasta que en los años 2010, publicaciones de filogenias completas de grandes conjuntos de especies de la familia Thraupidae basadas en muestreos genéticos, permitieron comprobar que formaban un clado fuertemente soportado por los resultados encontrados, separado del género que integraban, por lo que se procedió a caracterizarlo y describirlo formalmente como un nuevo género Kleinothraupis. El nuevo género y la inclusión de las cuatro especies fue aprobado en la Propuesta N° 730.09 al Comité de Clasificación de Sudamérica (SACC).